# Британская разведка
Правительство Соединенного Королевства имеет несколько агентств, которые занимаются негласной разведкой. Эти агентства отвечают за сбор, анализ и использование данных внешней и внутренней разведки, а также ведение военной разведки и контрразведки. Четырьмя основными агентствами являются Секретная разведывательная служба (SIS или MI6), Служба безопасности (MI5), Центр правительственной связи (GCHQ) и Военная разведка (DI). Агентства организованы в рамках трех правительственных ведомств: Министерства иностранных дел, Министерства внутренних дел и Министерства обороны.
История британской разведки берет начало в XIX веке. Во время Первой мировой войны самым значительным успехом британской разведки стала расшифровка «телеграммы Циммермана» в 1917 году. Во время Второй мировой войны значительным успехом разведки стала операция «Ультра». В 1962 году, во время кубинского кризиса, разведка предоставляла сведения о расположении советских кораблей непосредственно президенту Кеннеди. В послевоенный период сотрудничество разведок Соединенного Королевства и Соединенных Штатов стало краеугольным камнем особых отношений между этими двумя странами.